# In My Mind
In My Mind är en singel av den nedlagda svenska trance-duon Antiloop. Den släpptes i mars 1997 av Stockholm Records, som den ledande och andra singeln från albumet LP.
Låten blev ett stort genombrott för gruppen, och blev deras första internationella hit i Europa.
Den har blivit belönad med en Swedish Dance Music Award i kategorin "Best Dance Single".

## Komposition
"In My Mind" är en elektronisk danslåt med inslag av trance och acid house,  spelad i 144 taktslag per minut.
Låten inleds med ett ambient intro som är samplat från låten Hold That Sucker Down (Builds Like a Skyscraper Mix) av The O.T. Quartets. Därefter så börjar en röst upprepande säga "In My Mind", som är samplat från låten Warehouse (Days of Glory) av New Deep Societys, samtidigt som det läggs på trummor och en synthslinga börjar att tona in. "In My Mind" slutas att sjungas och synthslingan tar över och fortsätter att spelas i hela låten tillsammans med trummorna.
In My Mind är den enda texten i låten.

## Musikvideo
Musikvideon är inspelad någonstans i Stockholm, filmen är inspelad i svartvitt men man kan fortfarande se färgen blå. Den börjar med att en tjej står inomhus och sätter på sig solglasögon där det står "Antiloop" på och hörlurar, sen går hon ut och går på stan. I mitten av videon stannar hon upp på ett torg och man kan se David Westerlund och Robin Söderman i färg på solglasögonens glas, därefter fortsätter hon att gå vidare. I slutet av videon går hon tillbaka där filmen började och tar av sig hörlurarna.
Koncept och regi av musikvideon utfördes av Andreas Tibblin.

## Låtlista

### Stockholm Records

#### CD-singel (Europa) · (Mexico)
| Nr | Titel                                                           | Längd |
| -- | --------------------------------------------------------------- | ----- |
| 1. | "In My Mind (Radio Edit)"                                       | 3:28  |
| 2. | "In My Mind (Extended Version)"                                 | 6:42  |
| 3. | "In My Mind (Mind Your Own Business Mix)" (Remix av Redtop)     | 7:17  |
| 4. | "In My Mind (Chamber Of Sound Dub)" (Remix av Chamber Of Sound) | 7:25  |

#### 12" vinylsingel (Europa)
| Nr | Titel                                                                   | Längd |
| -- | ----------------------------------------------------------------------- | ----- |
| 1. | "In My Mind"                                                            | 6:36  |
| 2. | "In My Mind (Chamber Of Sound Dub)" (Remix av Chamber Of Sound)         | 7:30  |
| 3. | "In My Mind (Poor Mind Alteration Mix)" (Remix av Poor Impulse Control) | 6:51  |
| 4. | "In My Mind (Mind Your Own Business Mix)" (Remix av Redtop)             | 7:16  |

### Fluid Records

#### 12" vinylsingel promo (Sverige)
| 1. | "In My Mind (Stoney's Gangstas 2000 Remix)" (Remix av StoneBridge) | 6:21 |
| 2. | "In My Mind (Extended Version)"                                    | 6:40 |
| 3. | "In My Mind (Talla 2XLC Remix)" (Remix av Talla 2XLC och Vernon B) | 6:34 |

### Urban Tracks

#### 12" vinylsingel remix (Tyskland)
| 1. | "In My Mind (Talla 2XLC Remix)" (Remix av Talla 2XLC och Vernon B.) | 6:34 |
| 2. | "In My Mind (Flex & Didgy Remix)" (Remix av Flex & Didgy)           | 6:20 |
| 3. | "In My Mind (Escalation Force Remix)" (Remix av Escalation Force)   | 7:00 |
| 4. | " In My Mind (Original Mix)" (Remix av Redtop)                      | 6:43 |

### Urban Tracks · Stockholm Records

#### CD-singel (Tyskland)
| 1. | "In My Mind (Radio Edit)"                                           | 3:28 |
| 2. | "In My Mind (Talla 2XLC Remix)" (Remix av Talla 2XLC och Vernon B.) | 6:33 |
| 3. | "In My Mind (Flex & Didgy Remix)" (Remix av Flex & Didgy)           | 6:20 |
| 4. | " In My Mind (Escalation Force Remix)" (Remix av Escalation Force)  | 7:18 |
| 5. | " In My Mind (Extended Version)"                                    | 6:42 |

## Topplistor
| Årslista (1998)             | Topplacering |
| --------------------------- | ------------ |
| Sverige (Sverigetopplistan) | 72           |

| Lista                             | Topplacering |
| --------------------------------- | ------------ |
| Norge (VG-listan)                 | 4            |
| Sverige (Sverigetopplistan)       | 6            |
| Finland (Suomen virallinen lista) | 9            |
| Frankrike (SNEP)                  | 13           |
| Nederländerna (Dutch Top 40)      | 23           |
| Belgien (Ultratop 50)             | 34           |
| UK Singels (UK Singels Chart)     | 87           |

## Certifikat
| Region           | Certifikat | Försäljningar |
| ---------------- | ---------- | ------------- |
| Frankrike (SNEP) | Silver     | 200 000+      |

## Release historia
| Region   | Datum     | Format     | Skivbolag                     |
| -------- | --------- | ---------- | ----------------------------- |
| Sverige  | Mars 1997 | CD · Vinyl | Fluid Records                 |
| Europa   | Mars 1997 | CD · Vinyl | Stockholm Records             |
| Mexiko   | Mars 1997 | CD         | Polygram Discos, S.A. de C.V. |
| Tyskland | 1998      | CD · Vinyl | Urban Tracks                  |